# Un uomo segnato
Un uomo segnato (A Marked Man) è un film muto del 1917 diretto da John Ford che ne aveva scritto anche il soggetto. La storia di Ford ebbe un altro adattamento cinematografico nel 1920 con Sotto giudizio, un film di Edward O'Fearna.

## Trama
Il bandito Harry Cheyenne torna sulla retta via per non deludere le aspettative che hanno riposto in lui Molly Young e suo padre. Ben presto, però, Harry ritorna sui suoi passi quando incontra un vecchio compagno di ruberie, Ben Kent, che lo convince a partecipare a una rapina, assaltando una diligenza. Durante l'attacco, Kent uccide il postiglione ma, quando i banditi vengono catturati, è Harry che viene condannato all'impiccagione per il delitto.
Prima dell'esecuzione, Harry riceve un messaggio da sua madre che gli preannuncia una visita. Lo sceriffo, mosso a compassione, consente a Harry di uscire dal carcere così da far credere alla madre di essere un cittadino rispettabile. Quando la donna riparte, Harry torna in carcere, pronto ad affrontare il destino lo aspetta. Ma arriva la testimonianza di uno degli occupanti della diligenza che lo discolpa dall'aver ucciso il conducente. Harry, perdonato, può tornare tra le braccia di Molly e a una vita da bravo cittadino.

## Produzione
Il film fu prodotto dall'Universal Film Manufacturing Company (A Butterfly Picture).

## Distribuzione
Distribuito dall'Universal Film Manufacturing Company, il film uscì nelle sale cinematografiche statunitensi il 19 ottobre 1917.
Tutte le copie di questo film sono andate distrutte.